# Al amor hay que mandarlo al colegio
Al amor hay que mandarlo al colegio es una obra de teatro de Jacinto Benavente, estrenada en 1950.

## Argumento
Victorina y Florencio deciden fingir una reconciliación en su matrimonio roto, con el único objetivo de convencer a su hermana de que por fin contraiga matrimonio con su novio de toda la vida.

## Representaciones destacadas
- Teatro Lara, Madrid, 29 de septiembre de 1950 (estreno).  
  - Intérpretes: Rafael Rivelles, Mary Carrillo, Mariano Azaña, Amparo Martí.
- Teatro de la Comedia, Barcelona, 1951.
  - Intérpretes: Isabel Garcés.